# Бэбяну, Даниэла
Елена Даниэла Бэбяну (рум. Elena Daniela Băbeanu, родилась 18 ноября 1988 в Рымнику-Вылче) — румынская гандболистка, защитница клуба «Роман» и сборной Румынии.

## Игровая карьера
С 2005 по 2013 годы права на Бэбяну принадлежали клубу «Ольтким» из города Рымнику-Вылча, но она отправлялась в аренду к клубам «Залэу» и «Крайова». С 2013 года выступает за «Роман». В её активе также 30 игр и 61 гол за сборную Румынии.